# Portul Maritim Poti

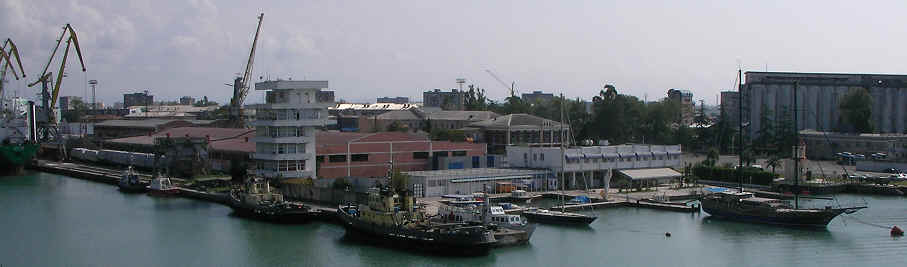
Portul Maritim Poti

Portul Maritim Poti este un port maritim major pe coasta estică a Mării Negre, la gura râului Rioni, în Poti, Georgia. Codul său UN/LOCODE este GEPTI.
Portul este un nod de legătură a Coridorului Transcaucazian/TRACECA, un proiect multinațional care conectează portul românesc Constanța și portul bulgar Varna cu țările fără ieșire la mare din regiunea caspică și Asia Centrală.

## Istorie
Ideea unui port la Poti a apărut la puțin timp după 1828, atunci când Imperiul Rus a cucerit orașul din mâinile Imperiului Otoman, în componența căruia s-a aflat timp de mai multe secole după destrămarea Regatului Georgiei. În 1858 Poti a primit statutul de oraș portuar, după care s-au depus unele eforturi pentru construcția unui bazin intern și în general a portului. În anii 1867-1872 s-a construit linia de cale ferată Poti-Tbilisi, ceea ce a permis transportarea diferitor mărfuri precum vin, lemn, mangan și produse agricole spre port pentru a fi exportate peste hotare.
În 1899 sub patronajul primarului orașului, Niko Nikoladze, a început reconstrucția și extinderea acestuia, lucrări terminate în 1907. De atunci acesta a fost reconstruit de mai multe ori, ultima dată cu sponsorizarea guvernului olandez și a Uniunii Europene.

## Caracteristici
Portul dispune de 15 dane cu o lungime totală de 2.900 m.
În 2007 a avut o capacitate de 7,7 milioane tone și a procesat un volum de containere egal cu 185.000 TEU. În 2014 cifra aceasta s-a ridicat la 384.992 TEU.

## Privatizare și proprietarii actuali
În aprilie 2008 Georgia a vândut cota sa de 51% din portul Poti companiei Ras Al Khaimah Investment Authority (RAKIA), deținută de Emiratul Ras al-Khaimah (unul dintre Emiratele Arabe Unite). RAKIA a primit astfel responsabilitatea de a administra noul terminal portuar și prin intermediul companiei sale subsidiare din Georgia, RAKIA Georgia Free Industrial Zone LLC, de a dezvolta o Zonă Industrială Liberă (ZIL) în cadrul unei concesiuni de 49 de ani. Președintele Georgiei de atunci, Miheil Saakașvili, a inaugurat oficial noul ZIL la 15 aprilie 2008. În 2009 RAKIA a achiziționat celelalte 49% din port, dar în urma Crizei datoriilor din Dubai (2009) Saud bin Saqr al Qasimi a decis în octombrie 2010 să vândă majoritatea activelor sale de peste hotare. Această reorientare spre politica internă a fost determinată de moartea tatălui său, șeihul Saqr Bin Muhammad Al Qasimi, și disputa asupra succesorului acestuia. Saud bin Saqr al Qasimi a avut nevoie de finanțe pentru a-și întări pretenția la tron. Astfel, 80% din acțiunile portului au fost vândute în aprilie 2011 companiei APM Terminals, o subdiviziune a conglomeratului danez A.P. Moller–Maersk Group. La 8 septembrie 2011 RAKIA Georgia Free Industrial Zone LLC a decis să înstrăineze 15% din acțiunile sale în favoarea afaceristului georgian Gela ("Zaza") Mikadze în semn de recunoștință pentru managementul său, acesta devenind astfel un acționar minoritar al Zonei Industriale Libere. Mikadze deține aceste acțiuni prin intermediul companiei britanice Manline Projects LLP, la rândul ei deținută de mai multe companii offshore ale acestuia.